# 沈澧
沈澧（1485年—？年），字文瀾，浙江绍兴府山陰縣人，軍籍。

## 生平
治《書經》，行五，由國子生中式庚午科（1510年）浙江鄉試第八十名舉人，年三十九歲中式嘉靖二年（1523年）癸未科會試第一百八十名，第三甲第二百十三名進士。七年任南昌县知县，九年选授河南道御史，十七年正月升山东按察司佥事。

## 家族
曾祖沈珩。祖父沈昺，贈都察院经历司都事。父沈欽，按察司佥事，進階朝列大夫。母章氏，封孺人。具庆下。弟沈淞，引禮舍人。